# Équipe cycliste Perutnina Ptuj
L'équipe cycliste Perutnina Ptuj est une équipe cycliste slovène, active entre 1997 et 2011. Durant son existence, elle participe aux circuits continentaux de cyclisme et en particulier l'UCI Europe Tour.
Entre 2009 et 2010, l'équipe perd le statut d'équipe continentale et redescend à l'échelon amateur. En 2011, elle reprend une licence d'équipe continentale puis disparaît à l'issue de la saison.

## Principales victoires
- Tour de Slovénie : Branko Filip (1998), Martin Derganc (2000) et Mitja Mahorič (2003 et 2004)
- Tour de Serbie : Robert Pintarič (1998), Matija Kvasina (2005 et 2008) et Matej Stare (2007)
- Tour de Croatie : Vladimir Miholjević (1998), Martin Derganc (2000) et Radoslav Rogina (2007)
- Grand Prix Kranj : Gorazd Štangelj (1998), Martin Hvastija (2005) et Boštjan Mervar (2006)
- Istrian Spring Trophy : Vladimir Miholjević (2000), Jure Golčer (2002), Borut Božič (2005 et 2006) et Robert Vrečer (2010 et 2011)
- Tour du Doubs : Vladimir Miholjević (2000)
- Poreč Trophy I, II et III : Vladimir Miholjević (2001), Boštjan Mervar (2002 et 2003) et Matej Stare (2004)
- Raiffeisen Grand Prix : Boštjan Mervar (2002), Matej Stare (2008)
- The Paths of King Nikola : Radoslav Rogina (2003, 2006), Massimo Demarin (2004) et Mitja Mahorič (2005, 2007 et 2008)
- Rhône-Alpes Isère Tour : Tomislav Dančulović (2006)
- Grand Prix Hydraulika Mikolasek : Jure Golčer (2006)
- Grand Prix Velka cena Palma : Boštjan Mervar (2006)
- Grand Prix de la Forêt-Noire : Jure Golčer (2006) et Radoslav Rogina (2007)
- Belgrade-Cacak : Matija Kvasina (2007) et Mitja Mahorič (2008)
- Banja Luka-Belgrade II : Matej Stare (2008)
- Velika Nagrada Ptuja : Gregor Gazvoda (2008)
- Tour of Vojvodina I et II : Gregor Gazvoda (2008), Matej Marin (2009) et Gregor Gazvoda (2011)
- Zagreb-Ljubljana : Matej Mugerli (2010)
- Tour de Slovaquie : Robert Vrečer (2010)
- Trofeo Gianfranco Bianchin : Robert Vrečer (2010)
- Szlakiem Grodów Piastowskich : Robert Vrečer (2011)
- Tour du lac Qinghai : Gregor Gazvoda (2011)

## Classements UCI
Jusqu'en 1998, les équipes cyclistes sont classées par l'UCI dans une division unique. En 1999 le classement UCI par équipes est divisé entre GSI, GSII et GSIII. L'équipe est classée parmi les Groupes Sportifs II (GSII), la deuxième division des équipes cyclistes professionnelles, à l'exception de 2003 et 2004 où elle est en GSIII. Les classements donnés ci-dessous sont ceux de la formation en fin de saison.
| Saison | Classement par équipes | Meilleur coureur au classement individuel |
| ------ | ---------------------- | ----------------------------------------- |
| 1997   | 57e                    | Pavel Chumanov (518e)                     |
| 1998   | 39e                    | Gorazd Štangelj (518e)                    |
| 1999   | 33e (GSII)             | Uros Murn (321e)                          |
| 2000   | 42e (GSII)             | Martin Derganc (314e)                     |
| 2001   | 27e (GSII)             | Martin Derganc (241e)                     |
| 2002   | 24e (GSII)             | Valter Bonča (446e)                       |
| 2003   | 3e (GSIII)             | Radoslav Rogina (295e)                    |
| 2004   | 8e (GSIII)             | Borut Božič (411e)                        |

Entre 2005 et 2011, l'équipe participe aux épreuves des circuits continentaux et en particulier de l'UCI Europe Tour.
UCI Africa Tour
| Saison | Classement par équipes | Meilleur coureur au classement individuel |
| ------ | ---------------------- | ----------------------------------------- |
| 2007   | 16e                    | Matej Stare (122e)                        |

UCI America Tour
| Saison | Classement par équipes | Meilleur coureur au classement individuel |
| ------ | ---------------------- | ----------------------------------------- |
| 2005   | 12e                    | Mitja Mahorič (155e)                      |
| 2006   | 10e                    | Borut Božič (67e)                         |
| 2008   | 23e                    | Jure Kocjan (126e)                        |

UCI Asia Tour
| Saison | Classement par équipes | Meilleur coureur au classement individuel |
| ------ | ---------------------- | ----------------------------------------- |
| 2008   | 11e                    | Jure Kocjan (39e)                         |
| 2011   | 9e                     | Gregor Gazvoda (6e)                       |

UCI Europe Tour
| Saison | Classement par équipes | Meilleur coureur au classement individuel |
| ------ | ---------------------- | ----------------------------------------- |
| 2005   | 14e                    | Mitja Mahorič (58e)                       |
| 2006   | 7e                     | Jure Golčer (12e)                         |
| 2007   | 10e                    | Radoslav Rogina (12e)                     |
| 2008   | 5e                     | Mitja Mahorič (61e)                       |
| 2011   | 31e                    | Robert Vrečer (20e)                       |

## Saison 2011

### Effectif
| Cycliste          | Date de naissance | Nationalité | Équipe 2010             |
| ----------------- | ----------------- | ----------- | ----------------------- |
| Dejan Bajt        | 28.10.1987        | Slovénie    | (Ex-pro Sava 2009)      |
| Tomaž Bauman      | 05.11.1990        | Slovénie    | Néo-pro                 |
| Gregor Gazvoda    | 15.10.1981        | Slovénie    | ARBÖ KTM-Gebrüder Weiss |
| Jure Golčer       | 12.07.1977        | Slovénie    | De Rosa-Stac Plastic    |
| Matej Marin       | 02.07.1980        | Slovénie    | Perutnina Ptuj          |
| Matej Mugerli     | 17.06.1981        | Slovénie    | Perutnina Ptuj          |
| Amadej Petelinsek | 16.10.1992        | Slovénie    | Néo-pro                 |
| Luka Rakuša       | 01.05.1985        | Slovénie    | Obrazi Delo Revije      |
| Boštjan Rezman    | 12.01.1980        | Slovénie    | Zheroquadro Radenska    |
| Ziga Slak         | 05.03.1991        | Slovénie    | Néo-pro                 |
| Alen Tement       | 21.12.1990        | Slovénie    | Néo-pro                 |
| Niko Vogrinec     | 19.10.1990        | Slovénie    | Néo-pro                 |
| Robert Vrečer     | 08.10.1980        | Slovénie    | Perutnina Ptuj          |

### Victoires
| Date       | Course                                             | Pays     | Classe | Vainqueur      |
| ---------- | -------------------------------------------------- | -------- | ------ | -------------- |
| 17/03/2011 | Prologue de l'Istrian Spring Trophy                | Croatie  | 2.2    | Robert Vrečer  |
| 19/03/2011 | 2e étape de l'Istrian Spring Trophy                | Croatie  | 2.2    | Robert Vrečer  |
| 20/03/2011 | Classement général de l'Istrian Spring Trophy      | Croatie  | 2.2    | Robert Vrečer  |
| 07/05/2011 | 2e étape du Szlakiem Grodów Piastowskich           | Pologne  | 2.1    | Robert Vrečer  |
| 08/05/2011 | Classement général du Szlakiem Grodów Piastowskich | Pologne  | 2.1    | Robert Vrečer  |
| 16/06/2011 | Prologue du Tour de Slovénie                       | Slovénie | 2.1    | Robert Vrečer  |
| 04/07/2011 | 3e étape du Tour du lac Qinghai                    | Chine    | 2.HC   | Gregor Gazvoda |
| 10/07/2011 | Classement général du Tour du lac Qinghai          | Chine    | 2.HC   | Gregor Gazvoda |
| 02/09/2011 | Tour of Vojvodina I                                | Serbie   | 1.2    | Gregor Gazvoda |
| 18/09/2011 | 8e étape du Tour de Chine                          | Chine    | 2.1    | Matej Mugerli  |